# Крессон Тауншип (округ Кембрія, Пенсільванія)
Крессон Тауншип (англ. Cresson Township) — селище (англ. township) в США, в окрузі Кембрія штату Пенсільванія. Населення — 2839 осіб (2020).

## Демографія
Згідно з переписом 2010 року, у селищі мешкало 4336 осіб у 1050 домогосподарствах у складі 654 родин. Було 1108 помешкань
Расовий склад населення:
| - 80,7 % — білих - 14,7 % — чорних або афроамериканців - 0,4 % — азіатів - 3,8 % — осіб інших рас |

До двох чи більше рас належало 0,4 %. Частка іспаномовних становила 4,4 % від усіх жителів.
За віковим діапазоном населення розподілялося таким чином: 13,2 % — особи молодші 18 років, 76,6 % — особи у віці 18—64 років, 10,2 % — особи у віці 65 років та старші. Медіана віку мешканця становила 38,3 року. На 100 осіб жіночої статі у селищі припадало 180,6 чоловіків;  на 100 жінок у віці від 18 років та старших — 195,8 чоловіків також старших 18 років.
Середній дохід на одне домашнє господарство  становив 61 658 доларів США (медіана — 47 898), а середній дохід на одну сім'ю — 79 733 долари (медіана — 60 125). Медіана доходів становила 45 882 долари для чоловіків та 36 667 доларів для жінок. За межею бідності перебувало 10,2 % осіб, у тому числі 4,9 % дітей у віці до 18 років та 15,2 % осіб у віці 65 років та старших.
Цивільне працевлаштоване населення становило 865 осіб. Основні галузі зайнятості: освіта, охорона здоров'я та соціальна допомога — 32,9 %, роздрібна торгівля — 13,1 %, мистецтво, розваги та відпочинок — 9,9 %, виробництво — 7,7 %.